# Franz von Hoesslin

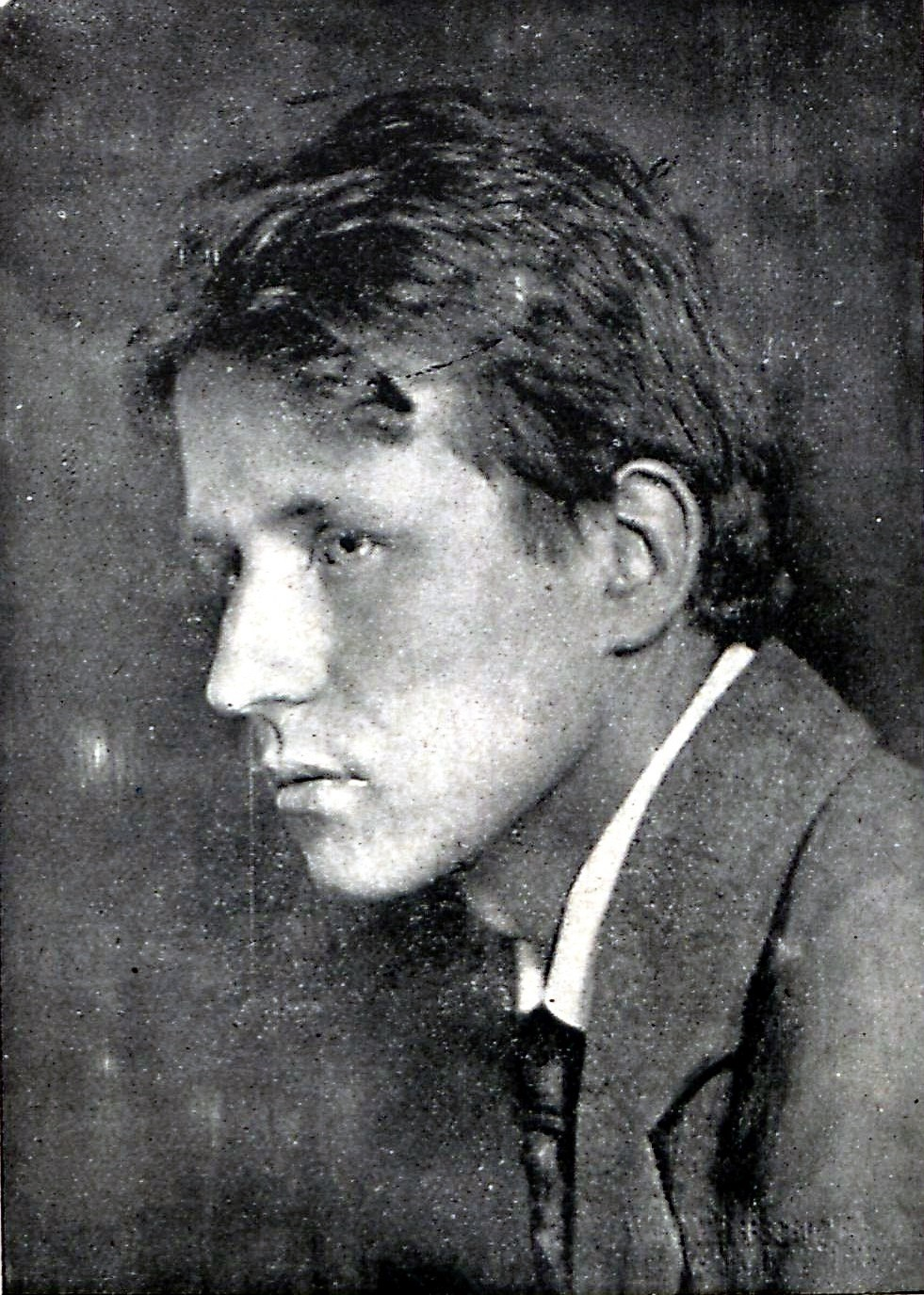

Franz von Hoeßlin (Franz Baltasar Johannes von Hoeßlin) (*31 de diciembre de 1885, Munich, Alemania - †25 de septiembre de 1946, Sète) fue un compositor y director de orquesta alemán destacado intérprete de óperas de Richard Wagner, muerto en un accidente de aviación.

## Biografía
Hijo del doctor Gustaf Adolf Balthasar von Hoeßlin y Maria Magdalena Auguste Rüdinger fue alumno de Max Reger y Felix Mottl debutó en 1907 en Danzig, en Saint Gall (1908-1911) y luego en Riga.
Es voluntario en la Primera Guerra Mundial y posteriormente se desempeña en puestos estables en Lübeck y Mannheim donde se casa con la contralto Ema Liebenthal.
En 1923 es nombrado director general del teatro de Dessau como sucesor de Hans Knappertsbusch. Allí entabla amistad con Paul Klee, Kandinsky y Walter Gropius luego de la disolución de la Bauhaus de Weimar restablecida en Dessau.
Entre 1926-1932 es director general del teatro de Wuppertal.
Dirige en Berlín, Viena, Ámsterdam, Madrid, Lisboa, Londres, Estocolmo, Paris, Hamburgo, Niza y Ginebra debutando en el Festival de Bayreuth en 1927 con tres ciclos de El anillo del nibelungo donde regresa en 1928, 1929, 1934 (Parsifal, comparte la dirección con Richard Strauss). En 1929 monta El anillo del nibelungo en París, grabado por la firma Pathé.
Entre 1932 y 1936 es director de la Ópera de Breslau, ofrece refugio a Kandisnky perseguido por los nazis en su casa de Múnich y en 1934 rehúsa dirigir en Múnich y Hamburgo oponiéndose al veto de Joseph Goebbels entre otros motivos porque su esposa es judía. Se exilia en Florencia, Italia con su esposa e hija.
Invitado por Winifred Wagner regresa entre 1938-40 y 1942 a Bayreuth donde dirige un célebre Parsifal con Germaine Lubin y Franz Völker.
En 1944 abandona Italia y se refugian en Ginebra, Suiza donde dirige la orquesta de la Suisse romande y se dedica a la composición. Regresando de un concierto en Barcelona, acompañado de su esposa, el avión se precipita en las proximidades de Perpiñán el 25 de septiembre de 1946.